# إكوسيا
إكوسيا (بالإنجليزية: Ecosia)‏ هو محرك بحث على شبكة الإنترنت مقره في برلين، ألمانيا، يتبرع بحوالي 80 ٪ من دخله الفائض لتحقيق الصالح العام، ومن أهم اهتمامات الشركة في الوقت الراهن هو التوعية في غرس الأشجار. كجانب من «الأعمال الاجتماعية»،
تدعم إكوسيا الشفافية المالية الكاملة، وتتلقى هذه الشركة دعما من قبل الصندوق العالمي للطبيعة.

## محرك البحث
البحث في موقع إكوسيا هو مزيج من نتائج البحث الخاصة بكلا من ياهو وبينغ وكذلك تقنيات ويكيبيديا في جمع المعلومات للمستخدم والخوارزميات الخاصة بها. يتم تسليم الإعلانات من قبل ياهو، التي تشترك في جزء من العائدات مع إكوسيا. كما يولد هذا الأخير نتائج بحث جوجل، الفرق الوحيد هو أن (جوجل) لم يدخل مع إكوسيا في أي شراكة اقتصادية.
أصدرت إكوسيا متصفح ويب مجاني يدعى (EcoBrowser)، وهو نسخة معدلة من المتصفح المعروف كروميوم.
مع صدور النسخة 26 (في 26 يناير 2016)،
أضاف متصفح الويب (Pale Moon) موقع إكوسيا كواحد من محركات البحث الافتراضية في الصفحة الرئيسية الخاصة به.

## تاريخه
في سبتمبر 2009، تلقت شركة إكوسيا مبلغ (21,500 $) في رأس مالها الأساسي، وأطلقت الشركة محرك البحث في 7 ديسمبر 2009، ليتزامن ذلك مع محادثات الأمم المتحدة للمناخ في كوبنهاغن.
بين ديسمبر 2009 وأغسطس 2013، تبرعت إكوسيا إلى برنامج «زراعة مليار شجرة» الذي تديره هيئة المحافظة على الطبيعة، ذلك البرنامج الذي يهدف إلى استعادة الغابة الأطلسية البرازيلة عن طريق زراعة مليار شجرة بحلول عام 2015. وبحلول عام 2011، كان محرك البحث قد جمع أكثر من 250,000 يورو. وفي عام 2013 كان هناك حوالي 200,000 مستخدم لإكوسيا، وتم التبرع بحوالي 116,000 نبتة.
وتمول إكوسيا إعادة التشجير في بوركينا فاسو، كجزء من مشروع الجدار الأخضر الكبير المدعوم من الاتحاد الأفريقي والبنك الدولي، والذي يهدف إلى منع التصحر.
وفقا لمختبرات-B، أنه اعتبارا من أول يناير 2015، ستتبرع ب80 في المئة من العائدات الإعلانية الخاصة بها، وقد تبرع محرك البحث أيضا بأكثر من 1.5 مليون دولار لحماية الغابات المطيرة منذ تأسيسها في ديسمبر كانون الأول عام 2009. ووفقا لإكوسيا عام 2015 فقد وصل مستخدمي محرك البحث ما يقرب من 2.5 مليون مستخدم نشط، وكانت عمليات البحث هي ما أدت إلى زرع أكثر من مليوني شجرة.
تستفيد إكوسيا من الترويج للعديد من مصوري الفيديو الناطقين بالفرنسية، بما في ذلك إنجوي فينيكس.